# ユリアーネ・ケーラー
ユリアーネ・ケーラー（Juliane Köhler、1965年8月6日 - ）はドイツの女優。

## 経歴
ニーダーザクセン州ゲッティンゲン生まれ。父親は人形劇役者。1985年から1988年までニューヨークでウタ・ハーゲンに師事。同時にH.B.スタジオにも参加。またミュンヘンでダニエラ・グリュックに師事してバレエも学んでいる。1988年にハノーファーのニーダーザクセン州立劇団に所属し、舞台女優としてキャリアを開始。1993年にバイエルン州立劇団に転じるが、1997年に映画『Aimée und Jaguar』の撮影スケジュールが遅れて劇団の出し物に出られなくなったために解雇された。1999年からミュンヘン室内劇団に所属している。
映画への出演は1990年代初頭から。1999年の2作、『点子ちゃんとアントン』と『Aimée und Jaguar』で注目を集め、ベルリン映画祭、バイエルン映画賞、連邦映画賞でそれぞれ最優秀女優賞。2001年にはカロリーネ・リンク監督のアカデミー賞受賞作『名もなきアフリカの地で』に主演。さらに2004年、ドイツ映画『ヒトラー 〜最期の12日間〜』では、アドルフ・ヒトラーの愛人（後に妻）であるエファ・ブラウンを演じて話題になった。ドイツ国内のテレビドラマへの出演も多い。2008年にはポール・シュレイダー監督の『Adam Resurrected』に出演した。
娘が2人いる。

## 主な出演作品
| 公開年 | 邦題 原題                                                  | 役名                                     | 備考           |
| ------ | ---------------------------------------------------------- | ---------------------------------------- | -------------- |
| 1999   | Aimée und Jaguar                                           | リリー                                   |                |
| 1999   | 点子ちゃんとアントン Pünktchen und Anton                   | ベッティーナ・ポッゲ                     |                |
| 2001   | 名もなきアフリカの地で Nowhere in Africa                   | イエッテル・レドリッヒ                   |                |
| 2004   | ヒトラー 〜最期の12日間〜 Downfall                         | エヴァ・ブラウン                         |                |
| 2008   | ベルリン陥落 1945 Anonyma - Eine Frau in Berlin            | エルケ                                   | 日本劇場未公開 |
| 2010   | 穏やかな暮らし Una vita tranquilla                         | レナーテ                                 | 日本劇場未公開 |
| 2012   | 誰でもない女 Zwei Leben                                    | カトリーヌ・エーヴェンセン・ミュルダール | 日本劇場未公開 |
| 2016   | ヒトラーに屈しなかった国王 Kongens nei / The King's Choice | ダイアナ・ミュラー                       |                |